# Oncorhynchus rastrosus
Oncorhynchus rastrosus (sinônimo Smilodonichthys rastrosus), também conhecido como o salmão dente de sabre, é uma espécie extinta de salmão que vivia ao longo da costa do Pacífico da América do Norte, primeiro aparecendo no final do Mioceno da Califórnia, em seguida, desaparecendo durante o Pleistoceno.

## Descrição
Embora este peixe tem o apelido "dente de sabre", seus dentes ao invés de apontar para baixo como as presas do Smilodon, estes dentes parecem apontar para os lados como presas de um facóquero. Os peixes adultos cresciam até 2,7 metros de comprimento e acredita-se terem sido anádromos como seus parentes vivos.